# Parque San Martín

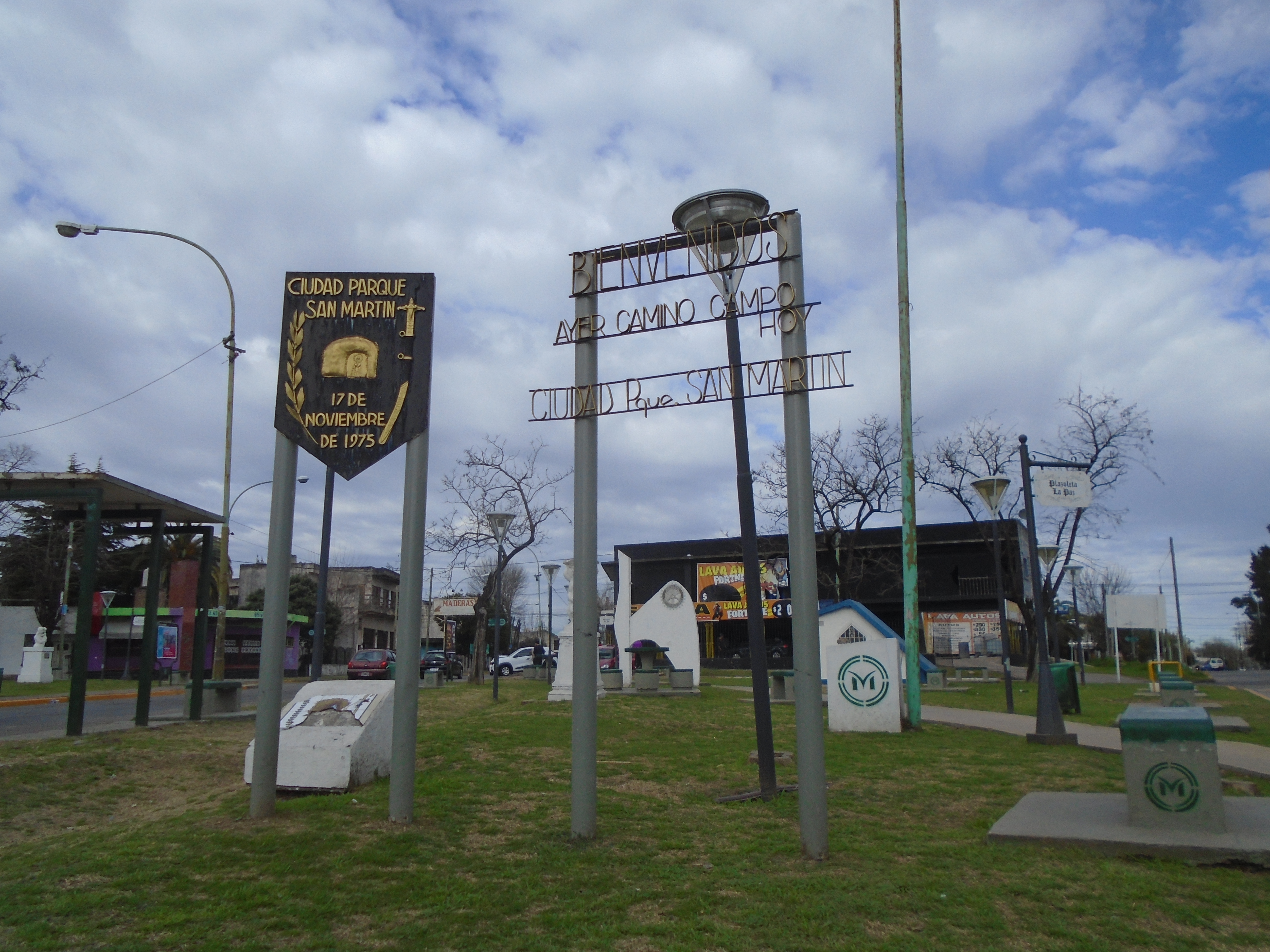
Entrada a la localidad de Parque San Martín.

Parque San Martín es una ciudad ubicada 32 km al oeste de Buenos Aires, Argentina. Pertenece al partido de Merlo en la provincia de Buenos Aires.

## Geografía

### Ubicación
Limita al oeste y norte con la ciudad de Merlo, al este con Libertad y al sur con las ciudades de Mariano Acosta y Pontevedra.

## Historia
En el siglo XVIII las tierras del actual Parque San Martín estaban incluidas dentro de una inmensa estancia que había sido otorgada a la Compañía de Jesús y que lindaba al norte con las tierras de Francisco de Merlo, se extendía en ambas márgenes del curso superior del Río de las Conchas (actual Río Reconquista) y que culminaba en la ribera oriental del Río Salado, en pleno territorio del pueblo Pampa; luego de la supresión de la Compañía, las tierras fueron expropiadas por el Estado. 
A mediados del siglo XIX una importante extensión de tierra que lindaba con el pueblo de Merlo y que se extendían desde la actual Ruta 21 hasta el Río Reconquista fueron adquiridas por John Wyatt Smith (Middleton, Lancashire, 1807 - Liverpool, 1857).
Según el Manual Mulhall del Río de la Plata, Wyatt Smith había establecido uno de los mejores establecimientos agrícola-ganaderos de la provincia de Buenos Aires.
Su hijo y heredero Henry Wyatt Smith fue miembro de la comisión de vecinos que trabajó por la autonomía de Merlo que fue conseguida en 1864 y otro de sus hijos, Arthur Wyatt Smith, fue elegido municipal del Partido de Merlo en 1872.

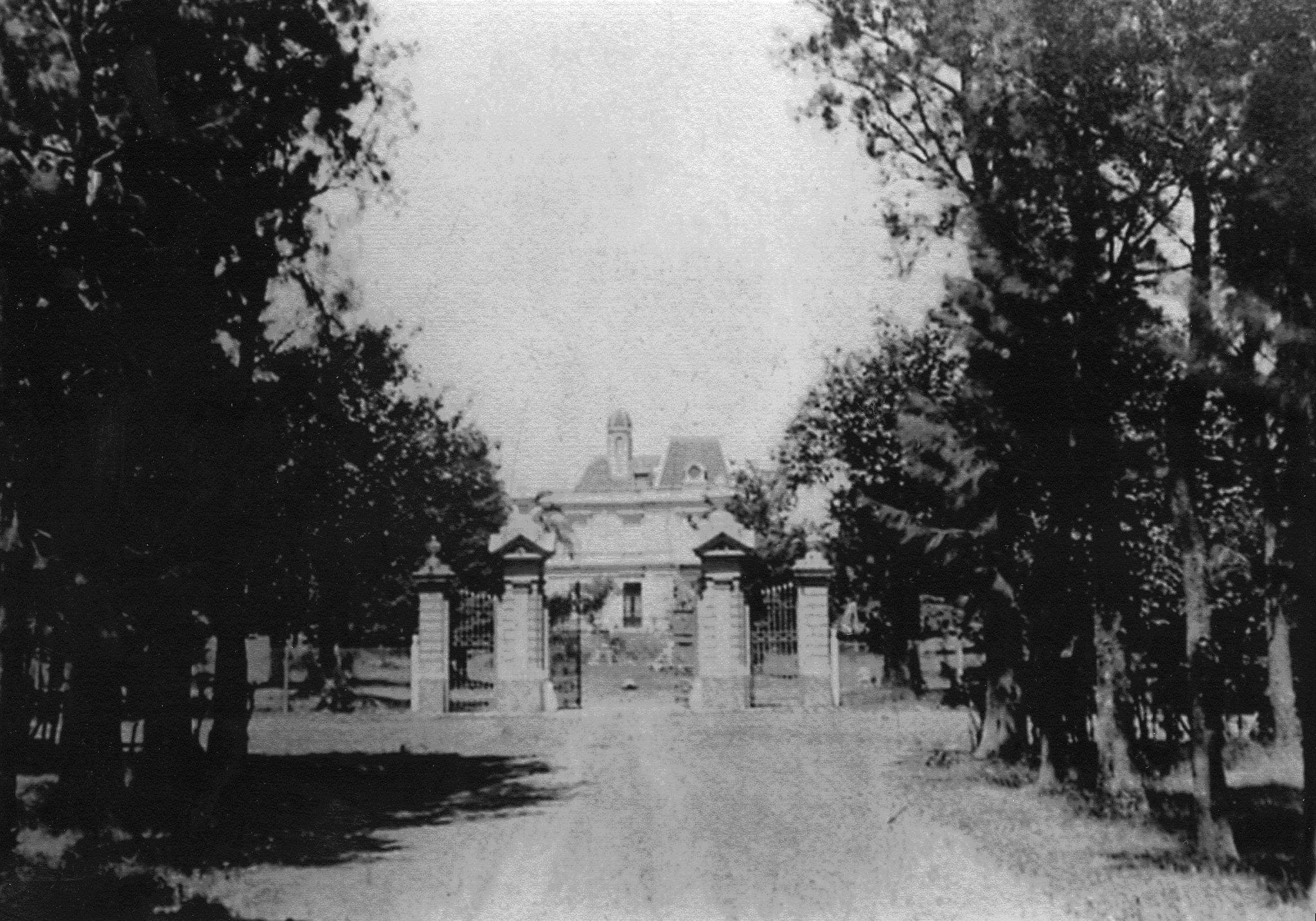
Estancia Echeverry a principios del siglo XX

A principios del siglo XX la estancia pertenecía a Roberto Cano quien fue el que construyó la mansión estilo Beaux Arts que aún se encuentra en pie y que es conocida como el Casco de Estancia de Etcheberry . Roberto Cano Díaz Vélez (1847-1928) fue un empresario teatral y estanciero. Dueño del Teatro Ópera, Cano vivía en la calle Suipacha y se trasladaba al palco de su teatro utilizando un túnel que lo unía con su casa. Propietario de tierras en el Partido de Rojas, el pueblo de Roberto Cano fue bautizado en su honor. El ganado vacuno que se producía en la estancia de Merlo eran despachadas hacia Buenos Aires en un embarcadero que Cano había construido sobre las vías del Ferrocarril Midland, Estación Puente Alsina - Carhué, el cual también utilizaba para traer a las coristas de su teatro para organizar fiestas en la mansión de Merlo. Además, Cano fue socio fundador del Jockey Club. En 1913 Cano vende la estancia a la familia Etcheberry . durante el gobierno de Perón les fue expropiado mediante “una venta forzada” y loteado dando nacimiento a un barrio obrero hoy, Parque San Martín. La casona salió a remate y la quiso comprar un acaudalado espiritista entonces la familia Etcheberry ejerció el derecho de preferencia (que en esa época existía en la legislación) y se compró “así misma” donandola a la curia lo cual permitió dar origen al actual Colegio e Iglesia parroquial.
Parque San Martín nace hacia el año 1948. Por aquel entonces la explosión demográfica del Gran Buenos Aires hace necesario la apertura de nuevos espacios para su urbanización y con tal motivo en ese año se vende la estancia de la familia Echeverry y se venden los primeros 5000 lotes. En 1951, sólo a tres años de su fundación, Parque San Martín contaba con cerca de 15000 habitantes agrupados en 2500 hogares; el pueblo ya contaba con comercios diversos y estafeta postal. En el mismo año la empresa Parque San Martín SRL vende 5000 lotes más. En los diez años siguientes se construyen las escuelas primarias N.º 12 Almirante Guillermo Brown y n.º 17 Dr. Ricardo Gutiérrez (1959) y el destacamento policial. En el año 1961 la firma inmobiliaria Administración Matera vende 1200 lotes más, lo que daría origen al populoso barrio Matera. 
En 1950 se instalan en la nueva urbanización de Parque San Martín cerca de cien familias de origen polaco. Estos nuevos inmigrantes polacos conocidos por el nombre de "dipis" —acrónimo del inglés displaced persons o personas desplazadas— eran hombres y mujeres que luego de luchar por su patria en la Segunda Guerra Mundial no tuvieron lugar en la Polonia comunista. Luego que las Potencias Aliadas disolvieran al II Cuerpo de Ejército polaco del general Władysław Anders, muchos polacos que se encontraban asilados en Gran Bretaña fueron enviados a diversas partes del mundo y dos mil polacos se establecieron en Argentina. Un grupo de cien familias lideradas por Mariano Artemski adquirieron en 1950 unas cuatro manzanas en el Barrio Parque San Martín, en un lugar verde, soleado y ligeramente elevado, en donde se instalaron y fundaron un barrio en donde establecieron pequeñas granjas de aves, abejas, huertas, comercios, industrias familiares y talleres. Las parcelas se adquirieron con cuotas de 200 pesos pagaderos trimestralmente y los chalet de tres y cuatro ambientes se construyeron con préstamos del Banco Hipotecario Nacional de 50.000 pesos pagaderos a treinta años. En los primeros años, la asistencia espiritual de la colectividad estuvo a cargo del sacerdote Tadeo Lagowski.
Parque San Martín se hizo principalmente por personas venidas desde las provincias. El pueblo fue creciendo aceleradamente, se instalaron una gran cantidad de talleres y comercios y en la década de 1950 abrió sus puertas el Cine Radar que permaneció abierto hasta bien entrado los años ochenta y en la actualidad allí funciona un templo evangélico. 

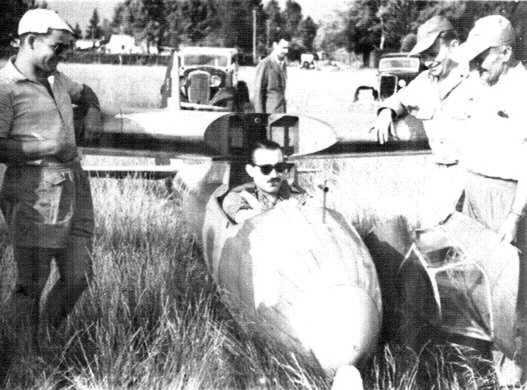
El as alemán de la Segunda Guerra, Adolf Galland, a punto de ser remolcado, a bordo de un "Meise", Merlo, 1953.

En el año 1938 se instala el Club Argentino de Planeadores Albatros en los campos que eran de propiedad de la familia Ballester Molina, lindantes con la estancia Echeverry. El Club Albatros junto con el Club de Planeadores Cóndor, que se instaló en 1948 en las adyacencias del anterior, convocaban a una gran cantidad de aficionados de la aviación que venían de Buenos Aires y zonas aledañas especialmente durante los fines de semana. Los dos clubes debieron trasladarse al interior de la provincia en 1974 al iniciarse los vuelos de los aviones caza en la vecina VII Brigada Aérea de Morón.
Como anécdota, en el año 1953, el as alemán de la Segunda Guerra Mundial, Adolf Galland, el llamado «General de los Cazas» surcó los cielos de Merlo cuando piloteó un avión Meisne en el Club Albatros, el centro de vuelo a vela más importante del país.
Al poco tiempo de creado el pueblo la Empresa Libertador San Martín comienza a prestar el servicio de colectivos desde y hacia Estación Merlo. La empresa desapareció con la crisis de 2001. Al mismo tiempo que las primeras familias comenzaban a establecerse, grupos de familias gitanas establecían sus campamentos en la zona, en donde entre las humildes casitas solía deambular ganado vacuno.
En 1954 se funda el Club 9 de Julio, club de fútbol que con el tiempo cambiaría su nombre por el de Deportivo Merlo y que en 1969, gracias al intendente de Merlo Luis Monetti que donó el terreno, pudo construir su estadio.

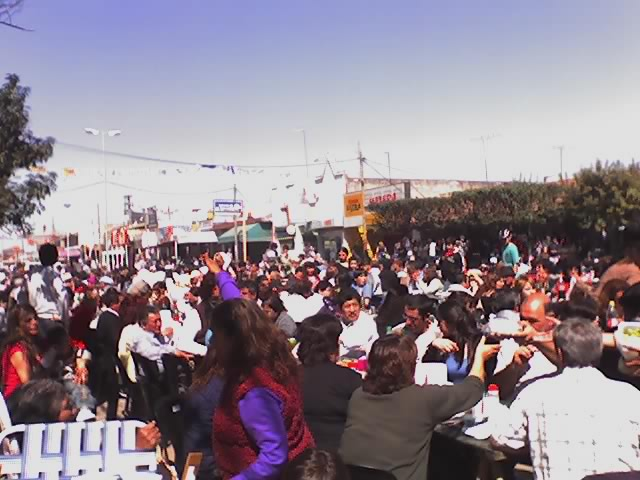
Comunidad de la parroquia Nuestra Señora de Itatí, celebrando en las calles.

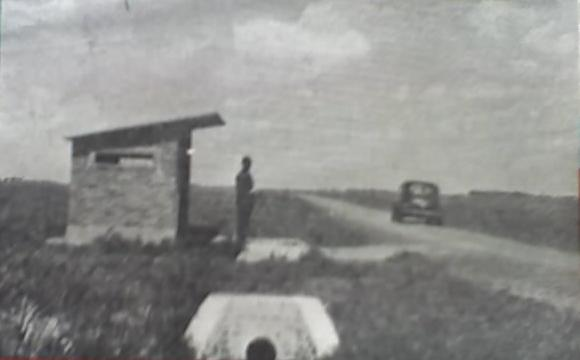
Parque San Martín en 1950.

En las décadas de 1960 y 1970 más tierras fueron urbanizadas; en 1974 se inaugura la estación de bomberos voluntarios y el Banco de la Provincia de Buenos Aires abre una sucursal en el pueblo en diciembre de 1981.
Debido a este progreso y durante la intendencia radical del médico Francisco Tomeo, por ley 8.558 de la Provincia de Buenos Aires sancionada el 17 de noviembre de 1975, Parque San Martín adquirió el estatus jurídico de ciudad.
A mediados de la década de 1980 se inaugura la estación de ferrocarril Marinos del Crucero General Belgrano. A mediados de la misma la gran mayoría de la población de Parque San Martín comienza a recibir el servicio de gas natural en red y a comienzos de la década de 1990, el servicio de provisión de agua potable en red. Durante la administración Raúl Othacehé se pavimentaron calles que permitieron conectar a Parque San Martín con localidades vecinas y en la década de 1990 se inaugura el servicio de transporte interurbano de colectivos que permiten a los vecinos de la ciudad trasladarse directamente a ciudades como Morón o la misma Buenos Aires sin pasar por Merlo.
En 2009 se inició la construcción del tendido de la red cloacal que permitirá acceder a la población de Parque San Martín del servicio de cloacas.

## Escudo y marcha
El escudo de la ciudad Parque San Martín es obra del afamado historietista Leandro Néstor Sesarego (Buenos Aires, 1929 - Merlo, 2004). El escudo incluye un ramo de laureles y un sable corvo, ambos símbolos que hacen referencia al héroe de Argentina José de San Martín, cuyo nombre hace referencia la ciudad. En el centro del escudo se puede ver la imagen de Nuestra Señora de Lourdes en la gruta de Massabielle. Desde el inicio de la ciudad, hacia 1950, se halla erigida una réplica de la imagen original de Lourdes como agradecimiento por la sanación de la hija de uno de los empresarios que lotearon las tierras.
La ciudad cuenta con una marcha conocida como la Marcha de la Ciudad Parque San Martín, con letra de Marcela Isola de Moretta y música de Elías Kaplan.

## Barrios

### Barrio Parque San Martín

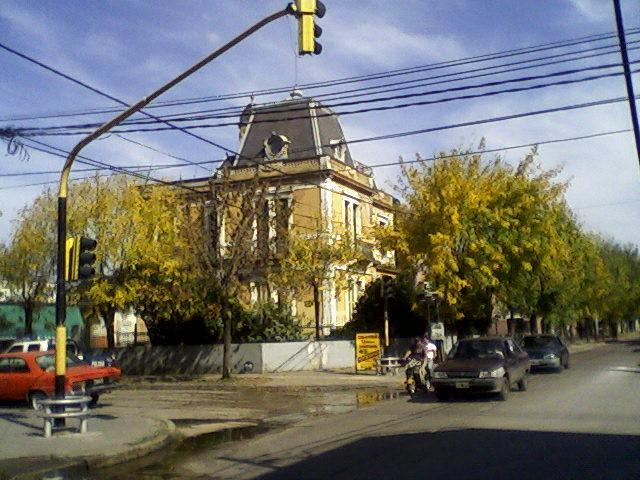
El antiguo casco de estancia de los Echeverry, hoy colegio católico.

En el barrio Parque San Martín se encuentra el centro comercial de la ciudad que se aglutina alrededor del colegio Nuestra Señora de la Gruta y la iglesia Nuestra Señora de Fátima. El colegio funciona en lo que alguna vez fue el casco de estancia de la familia Etcheverry, un pequeño palacio de estilo francés.
El origen de la parroquia de Nuestra Señora de Fátima se remonta a 1949 cuando la familia Echeverry dona el terreno y la mansión al Arzobispado de La Plata. En 1950 llegan desde Italia las Hermanas Dominicas del Santo Rosario de Mondovì dando comienzo a la tarea pastoral, fundación de una escuela y comenzando las edificaciones de la iglesia en esa zona que recién empezaba poblarse. El dinero para la construcción de la iglesia fue donado como agradecimiento por una persona judía que fue protegida por las hermanas en Italia durante la Segunda Guerra Mundial. La donación fue de 270 pesos. El herraje y faroles fue donado por el presidente Juan Carlos Onganía durante una visita a Merlo. En el año 1951 se colocó la piedra fundamental, en enero de 1954 llegó desde Italia la imagen de la Virgen de Fátima, patrona de la parroquia y el 19 de marzo de 1959 se efectuó la creación de la parroquia Nuestra Señora de Fátima. En la actualidad (2011) la parroquia de Fátima está a cargo de la Congregación de San Miguel Arcángel.
El Colegio Nuestra Señora de la Gruta fue fundado en 1950 debido a que para trasladarse a Merlo y al colegio más cercano, el Colegio Sarmiento, el transporte público sólo pasaba cada hora y los días de lluvia no entraba al Parque San Martín. Recién años después se inauguraría la escuela pública Almirante Brown, que comenzó a funcionar en una construcción de madera en la esquina de Av. 25 de Mayo y Lagomarsino
Dependientes de la parroquia de Nuestra Señora de Fátima y en edificios anexos se encuentran los prestigiosos colegios de nivel inicial, primario y secundario Instituto Nuestra Señora de la Gruta, el primer colegio secundario que funcionó dentro de los límites de Parque San Martín. En el año 2005 comienza a funcionar el primer colegio secundario público: La Escuela Secundaria Básica N.º 6 (E.S.B. N.º 6) que en el 2012, debido a la gran cantidad de matrícula debió abrir el turno vespertino para iniciar el ciclo de secundaria superior y el 29 de junio de 2015 pasa a ser la Escuela de Educación Secundaria n.º 45 (E.E.S. n.º 45). Otros institutos de enseñanza privada de la ciudad  son la Escuela Nueva San Matías,la Escuela Solar de Horneros  y el Instituto Modelo Manuel Dorrego, estas escuelas ofrecen enseñanza de calidad en los tres niveles educativos:inicial, primario y secundario. 
A unos 30 m de la iglesia se encuentra erigida una réplica de la gruta de la Virgen de Lourdes, de unos tres metros por tres, que fue construida como agradecimiento de la esposa de uno de los rematadores del pueblo, como agradecimiento por la sanación de su hija. La gruta es emblema de la ciudad y aparece en su escudo.
La avenida principal es la Avenida General San Martín en donde se halla ubicado el centro comercial de la ciudad. En sus alrededores se encuentra un barrio de clase media en donde se observan casas con el típico chalet californiano, vivienda características de los años cincuenta.

### Barrio Matera
Otro importante barrio es Matera. Se encuentra en el extremo oeste del área urbana del Gran Buenos Aires.
El barrio toma su nombre de la agencia inmobiliaria Matera que fue la encargada de rematar las tierras en 1961. Matera se desarrolló alrededor de la parroquia de Nuestra Señora de Itatí, cuyo edificio fue construido en 1969. Esta advocación mariana fue elegida por la gran cantidad de personas de las provincias del litoral argentino que se asentaron en la zona. La iglesia fue construida por sacerdotes italianos venidos de la Diócesis de Macerata; el padre Quinto Lombi además de construir la parroquia, construyó una escuela primaria y estableció el primer dispensario sanitario en la zona y colocó el primer teléfono público, todo esto a principio de la década de 1970. En 2014 la comunidad de la parroquia de Itatí contaba con unos 50.000 bautizados a su cargo, distribuidos en el barrio de Matera y aledaños.
Es un barrio activo que se extiende a lo largo de la avenida Echeverry. Esta arteria vincula al denso tráfico vehicular proveniente de la Ruta Provincial 40 que se dirige hacia la Ruta Provincial 21 vinculando a Moreno con las localidades de La Matanza.
En Matera nace el arroyo Torres que es un curso de agua tributario del Río Reconquista. El arroyo se encuentra altamente contaminado y suele provocar inundaciones en la zona.
En las adyacencias de Matera se encuentra el barrio Rivadavia. Pertenece a la ciudad de Pontevedra pero se encuentra muy distante del casco de la ciudad. Es un distrito pobre y muy populoso que creció bajo el impulso de la vecina Matera y en dónde finaliza ramal Estación Sáenz – Estación Marinos del Crucero General Belgrano, de la Línea Belgrano Sur, administrada por la empresa estatal Trenes Argentinos Operaciones.

### Otros barrios
Otros barrios que caben ser mencionados —aparte de Barrio Parque San Martín y Matera — son: 
- El Pericón
- Los Vascos
- Altos de Merlo
- Barrio General Belgrano
- Loma Grande
- San Cristóbal
- La Peña
- Podestá
- Martín Fierro
- Luchetti
- Samoré
- El Mosquito
- Águila Blanca
- Barrio Marinos del Crucero General Belgrano
- Los Cardales
- San José Obrero I
- San José Obrero II
- San José Obrero III
- Guayaquil

## Instituciones
- En la ciudad de Parque San Martín —en la intersección de las calles Azara y Blanco Encalada— se localiza el Monasterio Santa Gemma que está a cargo de las Hermanas Pasionistas.

## Cultura
En el año 2003 se funda, en el Barrio Belgrano de Parque San Martín, la murga Pateando Tristezas, organización cultural barrial que además se dedica a la promoción social de los vecinos. Su primera sede fue la parroquia Patrocino de San José.

## Estaciones de radio
- AM 1530 La Voz del Pueblo
- AM 1620 Sentires

## Grupo VYCEA, Fuerza Aérea Argentina
Lindando al oeste del Barrio Parque San Martín se encuentra el complejo militar de la Fuerza Aérea Argentina VyCEA (Vigilancia y Control del Espacio Aéreo). Este grupo depende directamente del Comando de Operaciones Aéreas y se encuentra en la ciudad desde 1952.

## Deportes

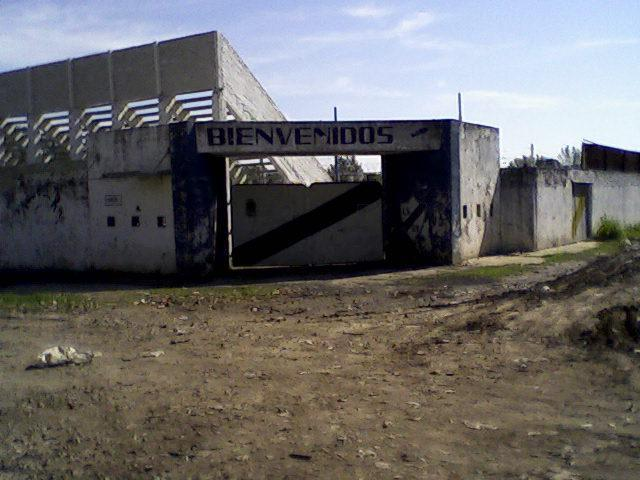
Estadio José Manuel Moreno.

La ciudad es sede del Club Social y Deportivo Merlo del torneo de Tercera División Primera B Metropolitana del Fútbol Argentino. También está la liga L.A.D.M donde figura equipos como Club social y Deportivo La Peña, Altos de Merlo, Gaboto, 11 Colegiales, etc.

## Parroquias de la Iglesia católica en Parque San Martín
| Diócesis   | Merlo-Moreno                                                      |
| ---------- | ----------------------------------------------------------------- |
| Parroquias | Patrocinio de San José, Nuestra Señora de Fátima, Cristo Salvador |